# Кућа легата
Кућа легата је институција која се налази у Београду, њен циљ је брига о легатима и поклонима који су дати граду Београду од 1955. године па до данас.
Ову институцију је основала Скупштина града Београда јула 2004. године са циљем да брине о заштити, чувању и презентацији свих покретних и непокретних легата који су Граду оставили његови истакнути житељи и уметници. Седиште установе се налази у улици Кнез Михаиловој број 46, у легату академика Недељка Гвозденовића, а привремено се налази на адреси Илије Гарашанина број 24.
Грађанска кућа у улици Кнез Михаиловој  број 46 је, заједно са зградама број 48 и 50, ретко сачуван јединствени спојени блок зграда, карактеристичан за архитектуру и урбанизам Београда седамдесетих година XIX века. Реконструкција, адаптација и санација ове зграде очекује се током 2008. године. По завршетку реконструкције зграде у Кнез Михајловој улици бр. 46, Кућа легата ће имати велики изложбени и галеријски простор (укупна површина објекта износиће 1.300 m²) за презентацију експоната на сталној изложби уметничких дела из београдских легата. Аутор идејног пројекта адаптације, реконструкције, конзервације и санације зграде у Кнез Михајловој улици бр. 46 је Завод за заштиту споменика културе града Београда. Пројекат, који су урадиле архитекте Александра Шевић (екстеријер) и Бојана Ђуровић (ентеријер), награђен је на 37. Мајској изложби  2005. године.
Затим, Кућа легата ће отпочети рад на сталној поставци, у којој ће бити презентовани предмети из постојећих и новопримљених легата граду Београду.
Од 1955. до 2003. град Београд примио је као поклон 21 покретан и непокретан легат. Кућа легата има за циљ решавање сложене проблематике легата и поклона учињених граду. У том смислу, предвиђена је и брига о непокретним легатима, онда када право старања и чувања над овим објектима буде пренето на Кућу легата. Такође као установа, Кућа легата је посвећена стимулисању и рестаурацији институције дародавства, те је битан циљ њеног оснивања и пријем нових легата и поклона. Посебна брига ће се посветити будућим легатима који ће се поклањати граду Београду, на основу нових критеријума и посебног Правилника о њиховом пријему, као и пријему појединачних поклона и мањих збирки. Тиме би се вредна заоставштина значајних личности додатно заштитила и, на ширем пољу, подстицало дародавство које је у Београду, због дугогодишње нерешене ситуације на овом пољу, практично замрло.

## Нови легати
Кућа легата је током 2006. и почетком 2007. године примила три значајна легата:
- Легат Олге Јеврић
- Легат Миленка Шербана
- Легат Милене Јефтић Ничеве Костић

Кућа легата је јануара 2009. примила
- Легат Љубице Цуце Сокић.

## Легат Олге Јеврић
Први нови легатор Куће легата постала је вајар академик Олга Јеврић, која је 10. фебруара 2006. године Уговором о поклону даровала Кући легата своје 44 скулптуре изведене у фери-оксиду, гвожђу, цементу, теракоти и патинираном гипсу.
Олга Јеврић је рођена 1922. године у Београду. Године 1946. дипломирала је на Музичкој академији у класи професора Ћирила Личара, а две године касније на вајарском одсеку Академије ликовних уметности у класи професора Сретена Стојановића. Тада излаже и на VII изложби УЛУС-а.
Од тада отпочиње њен богат стваралачки рад и усавршавање.
Олга Јеврић се појављује у време које је веома бурно и окренуто новим вредностима, непосредно након Другог светског рата када долази до установљавања нове државе. Тада долази до успостављања нових вредности засниваних на социјализму. Политика је била носилац оквира у којем је уметност требало да смести своје потенцијале. Ипак, снагом своје уметничке воље Олга Јеврић је кренула једним смелијим путем сопствене нужности. Она се отргла од владајуће струје уметности послератног соцреализма испуњавајући сопствену судбину.
Изложба Олге Јеврић „Просторне композиције“, одржана у галерији УЛУС-а на Теразијама у Београду 1957. године, својевремено је снажно одјекнула на нашој ликовној сцени. Ова изложба окарактерисала је Олгу Јеврић као вајара, који је на веома смео и радикалан начин, прва међу југословенским и српским скулпторима, прекинула традицију интерпретирања стварности, окренувши се самом бићу скулптуре у коме је изнашла подстицај за сопствено деловање и формирање јединственог уметничког израза. Једна од значајних скулптура Олге Јеврић из тог периода је скулптура „Комплементарне форме I“ (1956). Већ идуће године Олга Јеврић излаже на XXIX Венецијанском Бијеналу где бива запажена од стране ликовне критике.
Готово шест деценија дугим присуством на нашој ликовној сцени, скулпторски опус Олге Јеврић издваја се својим аутентичним модернизмом и посебном снагом уметничког израза. Скулптуре Олге Јеврић поседују универзално формална и метафоричка значења испричана изразито експресивним и сензибилним језиком, при чему је Олга Јеврић створила оригиналну, чисто ликовну форму прочишћену до апстрактног, универзалног облика.
Треба поменути и стваралаштво Олге Јеврић у сфери фотографије о коме се мало зна. Своје фотографије изложила је 1993. у Галерији „Златно Око“ у Новом Саду. Оне поседују ликовни потенцијал и структуралност. Тематика на фотографијама је живот који се одвија око нас, на пијаци, градилишту, улици. Она кадрира исечке стварности који су искрени и велики у својој једноставности.

## Легат Миленка Шербана
Миленко Шербан рођен је у Черевићу 1907. године. Студирао је сликарство на Академији Колароси и код Андреа Лота у Паризу. Самостално је излагао од 1926. године. Био је члан група „Облик“ и „Шесторица“.
Иако је Миленко Шербан један од значајних представника српског интимизма, његов рани опус одликују изразите експресионистичко-колористичке тенденције, док касније жестоко и снажно улази у готово апстрактна подручја. Ретроспективне изложбе имао је у Београду 1966, 1974, и 1997, у Новом Саду 1968. и 1997, у Сремској Митровици 1974. године.
Легат Миленка Шербана чини, пре свега, репрезентативни избор од 35 сликарских дела овог аутора, од којих је највећи број израђен у техници уља на платну и пастела на хартији. Реч је о портретима, мртвим природама, војвођанским пејзажима и београдским визурама, традиционалним темама кроз које је Шербан успео да своме делу обезбеди велики степен аутономије. Кроз њих је он ускочио у нова ликовна решења и поетику виђеног обогатио личним импулсима. Својим раним сликама, посебно фрушкогорским и сремским пределима и серијом изражајних портрета, Миленко Шербан је поставио високе норме сликарског израза.
Миленко Шербан био је личност велике ерудиције, чије је целокупно стваралаштво испољено у различитим подручјима уметности и културе – сликарству, сценографији, костиму, педагошком раду. Његов легат тако чине и збирка дела његових пријатеља и савременика, као и збирка предмета из његове колекције дела примењене уметности.
У збирци од 18 сликарских и вајарских дела Шербанових пријатеља и савременика налазе се дела Надежде Петровић, Зоре Петровић, Петра Лубарде, Мила Милуновића, Стојана Аралице, Марка Челебоновића, Милана Коњовића, Ивана Табаковића, Недељка Гвозденовића, Ивана Радовића, Пеђе Милосављевића, Миливоја Николајевића, Крста Хегедушића, Петра Добровића, Сретена Стојановића и Михаила Томића. Овај својеврстан документ о токовима српске уметности и културе у међуратном и послератном раздобљу, свакако представља значајну студијску збирку.
Збирка предмета примењене уметности садржи 7 предмета примењене уметности – намештај, тепих, посуђе, из периода од 17. до 19. века. Ови предмети чинили би репрезентативан део сваке музејске или приватне збирке.
Миленко Шербан био је кустос и управник Музеја Матице српске у Новом Саду, истакнут сценограф Српског народног позоришта и Народног позоришта Дунавске бановине у Новом Саду и Југословенског драмског позоришта у Београду, професор на Академији примењених уметности и Академији за позориште, филм, радио и телевизију у Београду.
Умро је у Београду 1979. године.
Поклонодавци легата Миленка Шербана су његова супруга Софија – Соња, костимограф, и ћерка Нада Шербан, професор Биолошког факултета у Београду. Овај легат формиран је и очуван захваљујући њиховом огромном ангажовању и прегалачком раду.
Легат Миленка Шербана представља други значајан поклон Кући легата. Поклонодавци легата су његова супруга Софија – Соња, костимограф, и ћерка Нада Шербан, професор Биолошког факултета у Београду. Овај легат формиран је и очуван захваљујући њиховом огромном ангажовању и прегалачком раду.
Легат Миленка Шербана поклоњен је Кући легата 28. децембра 2006. године.

## Легат Милене Јефтић Ничеве Костић
Милена Јефтић Ничева Костић (1943 - 2021), сликар, креатор лутака, костимограф, сценограф, присутна је на ликовној сцени од краја 1960-их година бројним самосталним и групним изложбама, како на просторима бивших југословенских република, тако и у свету.
Легат који је Милена ЈНК поклонила Кући легата 17. јануара 2007. године, представља репрезентативну целину од 30 радова који нас воде кроз различите епохе и дисциплине сликаркиног стваралаштва. Избором радова из циклуса Кројачки салони, Поправке чарапа, Животиње, Главе, Жита – крошње – оранице, Избушено небо и Цветање, рађених у техници уља на платну, као и радова на папиру, представљен је целокупан досадашњи сликарски опус уметнице.
Сликарство, заједно са цртежом као равноправним медијем кроз који често артикулише своје прве замисли, за Милену ЈНК спада у стваралачку категорију у којој је она изборила право на сопствену идентификацију. Почевши од раних циклуса Кројачки салони и Поправке чарапа, уметница је у различитим фазама свога рада смело знала да искорачи из једног дискурса у сасвим нови и различити. У свом сликарству годинама је развијала велику тему пејзажа, од почетног појма познатог као „асоцијативни пејзаж“, преко „поентилистичких“ слика и цртежа у боји са узорком и графитних структуралних цртежа, до бујно расцветалих жбунова и дрвећа у цвату, постижући квалитет „имагинарног пејзажа“ и достижући основну идеју „апстракције“ чије полазиште може бити било који мотив. Позната је и као велики путник ка удаљеним дестинацијама (Индија, Аустралија...) где црпи инспирацију за свој рад (циклус Цветање).
Милена ЈНК је добитница признања и награда међу којима се истичу Откупна награда Музеја савремене уметности, Октобарски салон, Београд (1982); Велика награда Србије, УЛУПУДС, додељује Министарство за културу Србије (1992); Награда за цртеж, IV Бијенале цртежа и мале пластике, Београд (1999); Награда Октобарског салона, Београд (1999) и награда на Јесењој изложби УЛУС-а (2006).
Радови Милене ЈНК налазе се у бројним колекцијама у земљи и иностранству, између осталог и у колекцијама Народног музеја у Београду, Музеја савремене уметности у Београду, Музеја града Београда, Музеја примењене уметности у Београду, Музеја савремене уметности Војводине у Новом Саду, Галерије Матице српске у Новом Саду, Музеја савремене уметности у Јеревану, Бењамин Духл Аудиторијума у Тел Авиву, Градске куће у Солентуни, Музеја пастела у Сен Кентену, Силпаком универзитета у Бангкоку.
Легат Милене ЈНК најављује будуће поклоне уметника који живе и стварају данас.

## Легат Вељка и Маре Петровић
Вељко Петровић (Сомбор, 1884 – Београд, 1967), књижевник, био је један од најзначајнијих представника постреализма у српској књижевности. Претежно је писао о Војводини, њеном амбијенту и људима. Био је члан САНУ, председник Матице српске у Новом Саду и Српске књижевне задруге у Београду, као и дугогодишњи управник Народног музеја у Београду. Аутор је и многих чланака и студија из области књижевности и уметности, и добитник награде Савеза књижевника Југославије.
Супруга Вељка Петровића, Мара Петровић, поклонила је 28.05.1970. године граду Београду његову личну библиотеку са око 3.200 књига, његове рукописе, преписку и остала документа, затим фотографије, одликовања и личне предмете, као и збирку од око 390 дела ликовне и примењене уметности која је красила њихов дом у улици Теодора Драјзера бр. 32. Легат Вељка Петровића никада није био отворен за јавност и данас се налази у веома запуштеном стању. У јуну 2007. године, београдска Кућа легата уговором преузима старање о овом легату. За 2008. и 2009. годину предвиђена је санација овог легата и његова трансформација како у дом Вељка и Маре Петровић, тако и у кућу књижевника Београда и света.

## Легат Недељка Гвозденовића
Недељко Гвозденовић (1902–1988), сликар, поклонио је 29.04.1980. године граду Београду своју имовину и 56 2 своја дела, за која је 1981. године одређено да буду смештена и излагана у галерији његовог легата, у Кнез Михаиловој бр. 46.
Ово није једини пример поклона које је Недељко Гвозденовић учинио, јер је своја дела поклонио и Српској академији наука и уметности и граду Мостару.
По својим особинама сликарство Недељка Гвозденовића припада интимистичком сликарству. Проучавајући законе слике и ликовне односе, сликао је пределе, мртве природе, ентеријере, портрете са поетском атмосфером.
У јуну 2007. године, београдска Кућа легата уговором преузима старање о овом легату.

## Легат Љубице-Цуце Сокић
У Београду је 08. јануара 2009. године преминула велика српска и југословенска сликарка Љубица-Цуца Сокић. С обзиром да је била један од твораца идеје Куће легата, овој установи и граду Београду оставила је свој легат који се састоји од 27 репрезентативних дела насталих између 1965-1985.
Сликарство Љубице Цуце Сокић је у ранијем периоду интимистичко а касније се развијало ка умереној апстракцији, иако се оно заправо опире сврставању у норме које нуде термини. Цртање је учила код Зоре Петровић, а сликању су је учили Бета Вукановић, Љуба Ивановић, Иван Радовић.
Мотиви су остали у домену мртве природе, пејзажа, ређе фигуралне композиције. Трагање је било окренуто успостављању равнотеже између појавног и ликовног уз помоћ анализе пуне концентрације са сензибилитетом тактилног и суптилног. Она је успоставила блискост са предметима или простором који ју је окруживао. Поседовала је дар продирања у суштину предмета. Њу није занимао украс већ само биће, идеја која се налази иза предмета, фигуре, портрета, пејзажа, композиције. Као да је тежила да прескочи границу пролазног.
Колорит никад пренаглашен, а врло често и пригушен оставља утисак искрености и једноставности пуне поштовања. И зато њене слике јесу чудновато ванвременске али и топле, блиске. Њен се израз временом прочишћавао и окретао се геометризацији форме.
Боравак у Паризу тридесетих година 20. века је оставио знатан траг И помогао јој у стварању сопственог израза. Волела је Сезана (Cézanne), интимисте Бонара и Вијара, Шардена, Брака, Пикаса, Матиса, Сера (Bonnard, Vuillard, Chardin, Braque, Picasso, Matisse, Seurat). Говорила је: « У Паризу је свака флека, некако, на свом месту ». Поред сликања у уљу, радила је и темперу, гваш, пастел, акварел, црта – оловком, пером, сепијом. Такође је експериментисала и са графиком и бавила се илустрацијом.
Њено дело је свакако обележилио српску и југословенску уметност 20. века и представља једну од најзначајнијих уметница на овом простору.
Излагала је на многобројним групним и самосталним изложбама у земљи и иностранству.